# スティグマータ (アルバム)
『スティグマータ』（Stigmata）は、タロットのアルバム。1995年発表。ブルーライト・レコードからはボーナス・ディスクとして『トゥ・リブ・アゲイン』から選曲された10トラックが追加されたアルバムが発売された。

## 収録曲

### 1枚目
1. エンジェルス・オブ・ペイン Angels Of Pain
2. E.T.I. E.T.I
3. シェイドズ・イン・グラス Shades In Glass
4. アズ・ワン As One
5. ステイト・オブ・グレース State Of Grace
6. レース・ザ・ライト Race The Light
7. エクスペクテッド・トゥ・ヒール Expected To Heal
8. スリープレス Sleepless
9. ティース The Teeth
10. スティグマータ Stigmata

### 2枚目
1. Live Hard Die Hard
2. Iron Stars
3. No Return
4. Breathing Fire
5. Dancing On The Wire
6. Wings Of Darkness
7. Rose On The Grave
8. The Chosen
9. Kill The King
10. Do You Wanna Live Forever

## 参加ミュージシャン
- Marco Hietala - ベース、ボーカル
- Zachary Hietala - ギター
- Janne Tolska - キーボード
- Pecu Cinnari - ドラムス
- Nalle Rissanen - 副作曲